# Cytherea araxana
Cytherea araxana är en tvåvingeart som beskrevs av Paramonov 1930. Cytherea araxana ingår i släktet Cytherea och familjen svävflugor. Inga underarter finns listade i Catalogue of Life.